# Jan De Wilde
Ne doit pas être confondu avec Jean de Wilde.
Pour les articles homonymes, voir De Wilde.
Jan De Wilde, né le 1er janvier 1944 à Alost, est un chanteur, guitariste et auteur-compositeur-interprète flamand. Ses chansons les plus connues sont Walter, Ballade van een Goudvis, Een Vrolijk Lentelied (nl), Joke (nl), Hè Hè, Eerste Sneeuw et De Fanfare van Honger en Dorst.

## Biographie

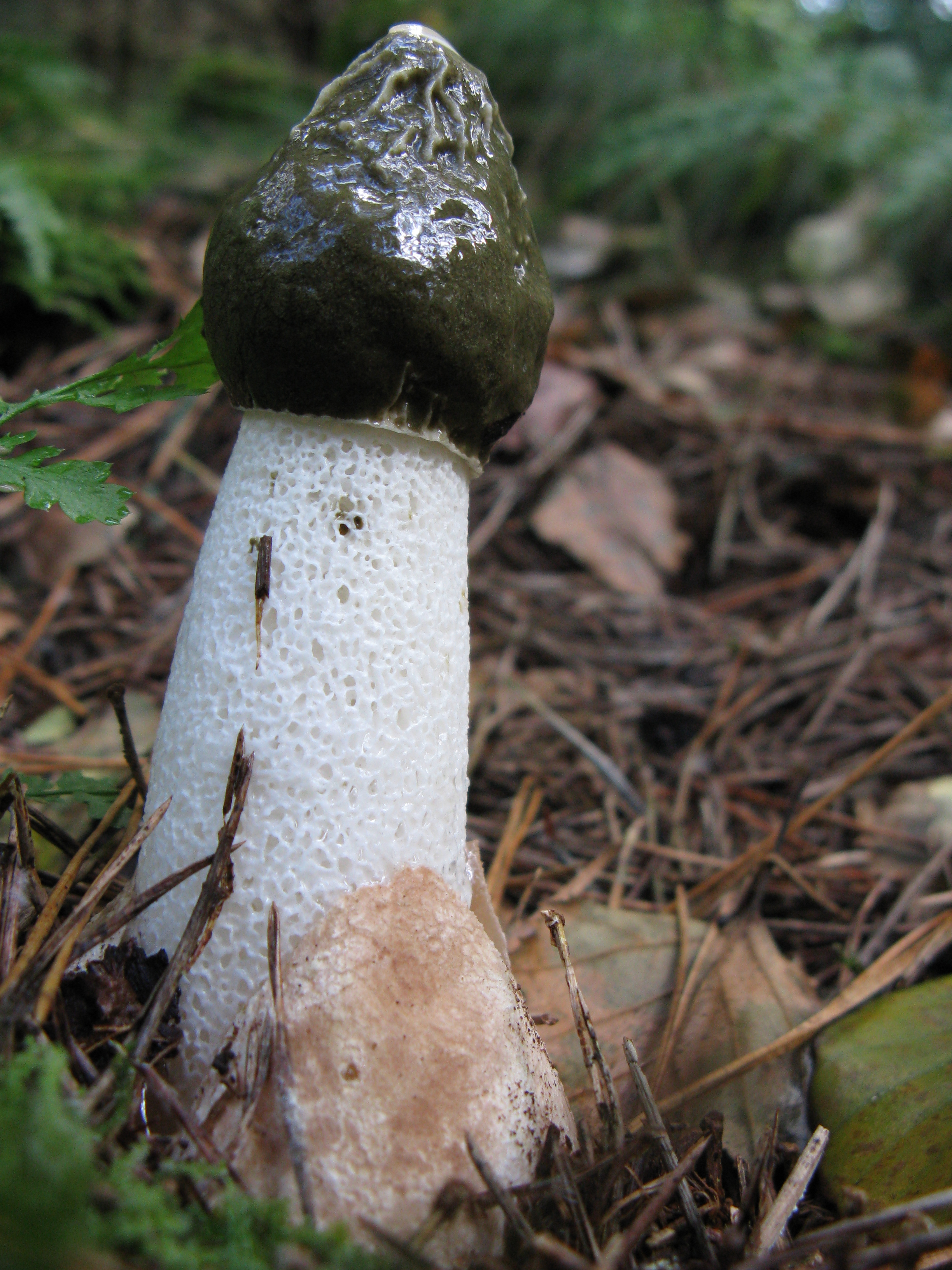
Un phallus impudique, évoqué dans sa chanson Een vrolijk lentelied.

Il avait neuf ans quand son père mourut d'un cancer.
Enfant, il a fait partie du chœur du Sint-Maarteninstituut (Aalst) (nl), qui deviendra plus tard le Schola Cantorum Cantate Domino (nl). Mais parce que sa voix muait et qu'il perdait sa voix de soprano, Jan De Wilde fonda son propre chœur.
À partir du collège lui vint une passion pour le dessin et il n'hésitait pas à caricaturer ses professeurs.
Au début des années 1960, il apprit à jouer de quelques instruments et composa ses premiers textes et mélodies. Il fit son premier concert en 1962 et apparut pour la première fois à la télévision en 1967. En même temps, il fit des études d'art à Sint-Lucasschool (Gent) (nl), se penchant sur la photographie et surtout le théâtre de marionnettes. Après avoir été diplômé, il exposa à Alost et Ostende.
Au début des années 1970, Jan De Wilde se fit connaître au Humorfestival van Heist (nl). Il devint populaire grâce à son étrange présence scénique, où il se montrait ironique et sarcastique, et à ses chansons pleines de tendresse. Des chansons folk comme Joke, Ik kan het, Ma et Een vrolijk lentelied le firent apprécier en Flandre. Des paroles comme De Fallus Impudicus staat al in bloei ("Le phallus impudique est déjà en fleurs") et Joke, Joke, trek je witte jurkje uit ("Joke, Joke, enlève ta petite robe blanche") heurtèrent une partie de la population conservatrice. Entre 1970 et 1972 (ses années de succès), il travailla au premier album de Kris De Bruyne et produisit trois albums d'Urbanus, contribuant de manière significative au lancement de sa carrière jusqu'à dépasser Jan De Wilde en popularité. Jan De Wilde n'a jamais vraiment reconnu qu'il n'avait pas connu le même succès, même s'il a avoué qu'il avait toujours vécu confortablement. Il ajoutait qu'avec Raymond van het Groenewoud, Willem Vermandere ou Urbanus, il avait constaté que le succès amenait plus de problèmes que de plaisir et que ce n'était pas son truc, contrairement à eux. Son numéro le plus connu, avec Urbanus, était De Aarde.
Il faudra ensuite atteindre la fin des années 1980 pour que Jan De Wilde soit de nouveau à l'honneur, quand il écrivit la musique du premier film d'Urbanus, Hector. Sur les conseils insistants d'Urbanus, il sortit deux nouveaux albums. L'album De Bende van Jan De Wilde contenait plusieurs tubes comme Zussen et Anneke Weemaes et permit au grand public de découvrir Wigbert Van Lierde (nl).
Hè Hè, paru en 1990, eut encore plus de succès. Le CD fut produit par Henny Vrienten (nl) qui, avec Boudewijn de Groot, accompagnait Jan De Wilde sur quelques titres. En plus de nouvelles versions d'anciens titres comme Walter, ballade van een goudvis et Een vrolijk lentelied, le disque comprenait des chansons inédites et des chansons écrites par Lieven Tavernier (nl).
Il fallut ensuite attendre les années 2000 pour un nouvel album, Oude Maan avec des chansons écrites par Luc De Vos de Gorki et deux morceaux où chantait Raymond van het Groenewoud. Ce CD fut produit par Jo Bogaert de Technotronic. La même année, il publia Niks aan dan vel, livre avec les paroles de toutes ses chansons.
Stef Kamil Carlens produisit la chanson Zalige Zot (reprise de Beautiful Freak de Eels) chantée par le duo Jan De Wilde-Yevgueni (nl) et qui rentra dans l'Ultratop 50.

## Discographie

### Albums
- ZZrroo (Philips, 1970)
- Vogelzang 5 (Philips, 1972)
- Knikkerterrorist (Philips, 1974)
- PVBA Koekejoe en Cie (Philips, 1980)
- De Bende van Jan De Wilde (EMI, 1988)
- Hé hé (EMI, 1990)
- Jan De Wilde & Prima La Musica (EMI, 1992)
- Oude Maan (EMI, 2000)

### Compilations
- Portret (Philips, 1980)
- Het beste van Jan De Wilde (Philips, 1991)

### Singles
- Ik kan het, Ma (Philips, 1970)
- Joke (Philips, 1970)
- Een vrolijk lentelied / Voor de rest (Philips, 1972)
- Pillen en poeders (EMI, 1977)
- Ballade in lange A / Abadje (DK, 1979)
- Zussen / Bij het gebulder (EMI, 1987)
- Anneke Weemaes (EMI, 1987)
- Poolijskap + Prima La Musica (EMI, 1992)

## Source
- (nl) Cet article est partiellement ou en totalité issu de l’article de Wikipédia en néerlandais intitulé « Jan De Wilde (zanger) » (voir la liste des auteurs).